# Myrnohrad
Myrnohrad (Oekraïens: Мирноград), tot mei 2016 Dymytrov (Oekraïens: Димитров) geheten, is een stad in de Oekraïense oblast Donetsk, hemelsbreed ongeveer 50 km ten noordoosten van de hoofdplaats Donetsk en 540 km ten zuidoosten van de hoofdstad Kiev. Bij de volkstelling van 2001 telde de stad 54.787 inwoners, waarmee het de vijftiende grootste stad in Oblast Donetsk is en de 87ste stad in Oekraïne.

## Bevolking
Op 1 januari 2021 telde Myrnohrad naar schatting 46.904 inwoners. Het aantal inwoners vertoont al meerdere jaren een dalende trend: in 1989, kort voor het uiteenvallen van de Sovjet-Unie, had de stad nog 63.254 inwoners.
| 1923  | 1939  | 1959   | 1970   | 1979   | 1989   | 2001   | 2007   | 2014   | 2021   |
| ----- | ----- | ------ | ------ | ------ | ------ | ------ | ------ | ------ | ------ |
| 4.589 | 9.642 | 15.343 | 20.832 | 58.793 | 63.254 | 54.787 | 51.799 | 49.519 | 46.904 |

In 2001 bestond de stad etnisch gezien vooral uit Oekraïners (35.724 personen - 65,2%), gevolgd door een grote minderheid van 17.432 Russen (31,8%). Uitgezonderd van 398 Tataren (0,7%), 346 Wit-Russen (0,6%) en 134 Armeniërs (0,2%) waren er geen andere vermeldenswaardige minderheden.
Alhoewel etnische Oekraïners de meerderheid van de bevolking vormen, is de meest gesproken moedertaal in de stad het Russisch (71,78%). Een grote minderheid sprak het Oekraïens (25,98%) als eerste taal, terwijl kleinere gemeenschappen Armeens (0,14%), Wit-Russisch (0,09%), Moldavisch, Grieks, Gagaoezisch, Hongaars en Hebreeuws spraken.